# Lymon C. Reese
Lymon Clifton Reese (* 27. April 1917 in Murfreesboro, Arkansas; † 19. September 2009) war ein US-amerikanischer Bauingenieur für Geotechnik.
Reese wuchs in Arkansas und Texas (Abilene) auf. Nach dem Schulabschluss arbeitete er in unterschiedlichen Beschäftigungen, um seine Familie in der Großen Depression zu unterstützen, unter anderem als Landvermesser. Im Zweiten Weltkrieg arbeitete er als Freiwilliger bei der Bautechnik Sektion der US Navy (US Naval Construction Battalions), wo er Chief Petty Officer wurde und in Alaska und Okinawa arbeitete. Ab 1946 studierte er mit einem GI Bill an der Rice University und an der University of Texas at Austin. Nach dem Master-Abschluss wurde er Assistant Professor für Bauingenieurwesen an der Mississippi State University, bevor er an die University of California, Berkeley ging, wo er promoviert wurde. 1955 wurde er Assistant Professor an der University of Texas in Austin, wo er den Rest seiner Karriere als Professor blieb. 1965 bis 1972 stand er dort der Fakultät für Bauingenieurwesen vor. 1984 wurde er emeritiert, unterrichtete aber weiter.
1985 gründete er eine eigene Ingenieurgesellschaft Ensoft, wo er geotechnische Software-Produkte produzierte und im dazugehörigen Ingenieurbüro (Lyman C. Reese and Associates) tätig war. Er galt insbesondere als Experte für Pfahlgründungen.
Er war 1976 Terzaghi Lecturer (Design and construction of drilled shafts) und erhielt 1983 den Terzaghi Award. 2004 hielt er die Casagrande Lectures in Boston.

## Schriften
- mit William Van Impe Single piles and pile groups under lateral loading, Balkema 2001